# Carlos Ambrósio de Áustria-Este
Carlos Ambrósio Fernando José João Batista de Áustria-Este (em italiano:  Carlo Ambrogio Ferdinando Giuseppe Giovanni Battista d' Asburgo-Este; em alemão:  Karl Ambrosius Ferdinand Joseph Johann Baptist von Österreich-Este; em húngaro:  Habsburg–Estei Károly Ambrus) (Milão, 2 de novembro de 1785 -  Tatabánya, 2 de setembro de 1809), foi príncipe de Módena e Reggio, arquiduque da Áustria, Arcebispo de Esztergom e Primaz da Hungria.

## Biografia

### Família

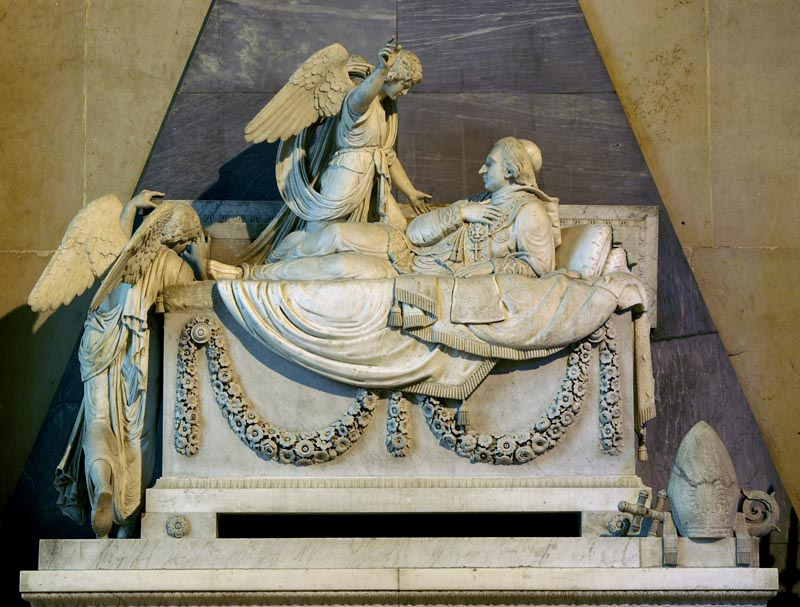
Túmulo de Carlos Ambrósio de Áustria-Este, na Basílica de Esztergom.

Carlos era o nono filho do arquiduque Fernando Carlos de Áustria-Este, regente do Ducado de Milão e herdeiro do Ducado de Módena e Reggio; e de Maria Beatriz d'Este, soberana do Ducado de Massa e Carrara. Destinado desde seu nascimento à vida eclesiástica, seus dois primeiros nomes foram dados em homenagem a dois bispos de Milão: São Carlos Borromeu e Santo Ambrósio de Milão. Seus avós paternos foram Francisco I do Sacro Império Romano-Germânico e Maria Teresa I, imperatriz da Áustria; e seus avós maternos foram o duque Hércules III de Módena e Maria Teresa Cybo-Malaspina, duquesa soberana de Ducado de Massa e Carrara.

### Vida eclesiástica
Em 29 de julho de 1806, Carlos foi nomeado administrador apostólico da diocese de Vác por seu primo, Francisco II do Sacro Império Romano-Germânico. Exercia as funções de Bispo-Conde, mas não recebeu tal título por que ainda não havia sido ordenado sacerdote. Com sua ordenação, em 1807, foi efetivamente nomeado Bispo-Conde de Vác.
Em 6 de janeiro de 1808, Francisco II casou-se com a arquiduquesa Maria Luísa de Áustria-Este, irmã mais nova de Carlos Ambrósio. Dois dias depois, em 8 de janeiro, Carlos foi nomeado Arcebispo de Esztergom, nomeação confirmada pelo Papa Pio VII em 25 de fevereiro. Pouco depois, em 16 de março, Pio VII o nomearia Primaz da Hungria.

### Morte
O arcebispo contraiu febre tifoide quando visitava os soldados feridos após a derrota austro-húngara na Batalha de Raab. Carlos Ambrósio morreu em Tatabánya, Hungria, em 2 de setembro de 1809, aos 23 anos de idade. Seu corpo foi sepultado na Basílica de Esztergom.

## Honrarias
Chanceler e Cavaleiro Grã-Cruz da Real Ordem de Santo Estevão da Hungria

## Nota
- Este artigo foi elaborado a partir tradução do artigo Carlo Ambrogio d'Asburgo-Este, da Wikipédia em italiano, que se encontrava nesta versão.